# Centro para la Apertura y el Desarrollo de América Latina
El Centro para la Apertura y el Desarrollo de América Latina (CADAL) es una fundación privada sin fines de lucro que no tiene afiliación a un partido político. Fundado en 2003 en un contexto de crisis política y económica en Argentina y varios otros países de Sudamérica, la organización manifiesta que su meta de promover la democracia y defender los derechos humanos. Su sede central está ubicada en Buenos Aires y su segunda representación se encuentra en Montevideo. Según el Global Think Tank Index Report, que aparece cada año para clasificar la influencia de Think Tanks en el mundo, CADAL se ubica en el puesto 59 de los Think Tanks más influyentes de América Latina.

## Misión
Los objetivos de la organización se refieren en general a la promoción de valores democráticos. Busca apoyar las libertades civiles, políticas y económicas, ayudar al progreso económico-social, observar el desempeño político, económico e institucional y promover el cumplimiento de los derechos humanos en Latinoamérica. Para realizar sus metas, CADAL realiza varias actividades. Produce publicaciones y videos educativos para difundir valores democráticos. Organiza conferencias nacionales e internacionales con el fin de educar a estudiantes, graduados universitarios y profesionales. Además, apoya activistas democráticas y organizaciones de la sociedad civil, formula propuestas y peticiones a gobiernos y elabora análisis, encuestas e investigaciones que contribuyen al buen gobierno y al bienestar de las personas.

## Programas
CADAL tiene varios proyectos que se dedican a diferentes temas. Puente Democrático se ocupa de la promoción internacional de los derechos humanos. Opera como observatorio de relaciones internacionales y derechos humanos para monitorear las relaciones entre países democráticos y dictaduras sobre todo en el Consejo de Derechos Humanos de las Naciones Unidas. Además, intercede a favor de la apertura democrática en Cuba apoyando los activistas democráticos para que su trabajo y su situación reciban más atención a nivel internacional.
En 2012, CADAL creó el Instituto Vaclav Havel que tiene el nombre del primer presidente de la República Checa que falleció el 18 de diciembre en 2011. El expresidente fue muy importante en la lucha por la democracia en el país después de que la Unión Soviética se disolvió. Durante su presidencia resaltó su dedicación por los derechos humanos y su determinación de mantener en vivo la memoria de las dictaduras fascistas y comunistas. Por lo tanto, el instituto quiere preservar el legado de Havel organizando conferencias para jóvenes sobre los valores democráticos, la paz, la defensa de los derechos humanos y las dictaduras que privan a mucha gente de la libertad.
Otro proyecto de CADAL es Análisis Latino. Se trata de una plataforma donde varios asesores de la organización junto a otras personas vinculadas, como el periodista Fernando Laborda del diario La Nación, publican artículos que analizan la situación política y económica en Argentina para controlar las políticas públicas del gobierno.
Aparte de eso, CADAL organiza los Foros Latinos que tienen lugar en Argentina y Uruguay. Son varios eventos donde se discute sobre la actualidad política, las tendencias políticas en la opinión pública y asuntos internacionales.

## Financiamiento
La organización tiene varias fuentes de ingresos. Recibe recursos financieros de empresas, suscriptores individuales, por la venta de libros, la cooperación internacional en la Argentina y fundaciones extranjeras. Según el reporte anual, el último punto constituye casi 95% de los ingresos.

## Vínculos
CADAL es parte del Network of Democracy Research Institutes (NDRI) y la International Coalition to Stop Crimes against Humanity in North Korea (ICNK). Está asociado con el Proyecto Plataforma Democrática y registrado como organización de la Sociedad Civil en la Organización de Estados Americanos (OEA). Además, trabaja junto con la Fundación Konrad Adenauer en muchas ocasiones como la publicación de libros o la organización de conferencias y tiene un convenio con la Fundación Bertelsmann para la traducción al español del Índice de Transformación que aparece cada dos años y analiza la situación política y económica en 128 países en desarrollo.

## Publicaciones Destacadas
- Cañizalez, Andrés (2016): Venezuela bajo la Revolución Bolivariana: Medios de Comunicación y Libertad de Expresión. CADAL: Buenos Aires. ISBN 978-987-23446-8-9
- Cuesta Morúa, Manuel (2014): Ensayos progresistas desde Cuba. Los escritos que el régimen consideraba un atentado contra la paz internacional. CADAL: Buenos Aires. ISBN 978-987-23446-6-5
- Elías, Jorge (2005): Maten al cartero. CADAL: Buenos Aires. ISBN 987-21129-8-3
- Hutin, Ignacio Ezequiel (2018): Deconstrucción. Crónicas y reflexiones desde la Europa Oriental poscomunista CADAL: Buenos Aires. ISBN 987-23446-9-6
- Isern Munné, Pedro/Salvia, Gabriel C. (Editores) (2005): La Experiencia Chilena. Consensos para el desarrollo. CADAL: Buenos Aires. ISBN 987-21129-6-7
- Lüters Gamboa, Erika (2006): Las Damas de Blanco. CADAL y Fundación Konrad Adenauer: Buenos Aires. ISBN 987-21129-9-1
- Rojas, Mauricio (2003): Historia de la crisis argentina. CADAL y TIMBRO: Buenos Aires. ISBN 987-21129-0-8
- Rojas, Ricardo M. (2005): Los Derechos Fundamentales y el Orden Jurídico e Institucional de Cuba. CADAL, Fundación Konrad Adenauer y Friedrich Hayek: Buenos Aires. ISBN 987-21129-5-9
- Ruiz, Fernando J. (2003): Otra grieta en la pared. CADAL, Fundación Konrad Adenauer y La Crujía Ediciones: Buenos Aires. ISBN 987-10043-4-6
- Salvia, Gabriel C. (Editor)(2015): Desafíos para el fortalecimiento democrático en la Argentina. CADAL y Fundación Konrad Adenauer: Buenos Aires. ISBN 978-987-23446-7-2
- Salvia, Gabriel C. (Editor) (2013): Un balance político a 30 años del retorno a la democracia en Argentina. CADAL y Fundación Konrad Adenauer: Buenos Aires. ISBN 978-987-23446-3-4
- Szlachta, Bogdan (Editor) (2014): Del autoritarismo a la democracia. La experiencia polaca. Instituto de Lech Walesy y CADAL: Buenos Aires. ISBN 978-987-23446-4-1